# Зассніц
Зассніц або Сосниця (нім. Sassnitz, пол. Sośnica, каш. Sosnica) — місто в Німеччині, розташоване в землі Мекленбург-Передня Померанія. Входить до складу району Передня Померанія-Рюген.
Площа — 46,45 км2. Населення становить 9191 ос. (станом на 31 грудня 2020).